# S100A10
La proteina A10-S100 o S100A10 o S100 calcium binding protein A10 o anche più comunemente p11, è una proteina che viene codificata negli esseri umani dal gene S100A10 e in altre specie dal gene S100a10.  
La proteina A10-S100 fa parte della famiglia di proteine S100 che contengono due siti EF-hand leganti il calcio ioni (L'EF-hand è un'elica-ansa-elica del dominio strutturale di una proteina che si trova in una grande famiglia di proteine leganti il calcio).
Le proteine S100 sono localizzate nel citoplasma e/o nel nucleo di una vasta gamma di cellule. Esse regolano una serie di processi cellulari come la progressione del ciclo cellulare e la differenziazione cellulare. La proteina S100 è implicata nell'esocitosi e nell'endocitosi grazie alla riorganizzazione di F-actina.
La proteina p11 è collegata al trasporto dei neurotrasmettitori. Si è trovata nel cervello degli esseri umani e di altri mammiferi, ed è ritenuta essere implicata nella regolazione del tono dell'umore. Inoltre, grazie alla sua interazione con la serotonina, con le proteine di segnalazione e per la sua correlazione con i sintomi e disturbi dell'umore, la proteina p11 è un nuovo  potenziale obiettivo per nuove terapie farmacologiche.

### Riviste
- Akiba S, Hatazawa R, Ono K, Hayama M, Matsui H, Sato T, Transforming growth factor-alpha stimulates prostaglandin generation through cytosolic phospholipase A(2) under the control of p11 in rat gastric epithelial cells, in Br. J. Pharmacol., vol. 131, n. 5, novembre 2000,  pp. 1004–10, DOI:10.1038/sj.bjp.0703637, PMC 1572404, PMID 11053223.
- Gladwin MT, Yao XL, Cowan M, Huang XL, Schneider R, Grant LR, Logun C, Shelhamer JH, Retinoic acid reduces p11 protein levels in bronchial epithelial cells by a posttranslational mechanism, in Am. J. Physiol. Lung Cell Mol. Physiol., vol. 279, n. 6, dicembre 2000,  pp. L1103–9, PMID 11076800.
- Huang XL, Pawliczak R, Cowan MJ, Gladwin MT, Madara P, Logun C, Shelhamer JH, Epidermal growth factor induces p11 gene and protein expression and down-regulates calcium ionophore-induced arachidonic acid release in human epithelial cells, in J. Biol. Chem., vol. 277, n. 41, ottobre 2002,  pp. 38431–40, DOI:10.1074/jbc.M207406200, PMID 12163506.
- Huang XL, Pawliczak R, Yao XL, Cowan MJ, Gladwin MT, Walter MJ, Holtzman MJ, Madara P, Logun C, Shelhamer JH, Interferon-gamma induces p11 gene and protein expression in human epithelial cells through interferon-gamma-activated sequences in the p11 promoter, in J. Biol. Chem., vol. 278, n. 11, marzo 2003,  pp. 9298–308, DOI:10.1074/jbc.M212704200, PMID 12645529.
- Masiakowski P, Shooter EM, Nerve growth factor induces the genes for two proteins related to a family of calcium-binding proteins in PC12 cells, in Proc. Natl. Acad. Sci. U.S.A., vol. 85, n. 4, febbraio 1988,  pp. 1277–81, DOI:10.1073/pnas.85.4.1277, PMC 279750, PMID 3422491.
- Yao XL, Cowan MJ, Gladwin MT, Lawrence MM, Angus CW, Shelhamer JH, Dexamethasone alters arachidonate release from human epithelial cells by induction of p11 protein synthesis and inhibition of phospholipase A2 activity, in J. Biol. Chem., vol. 274, n. 24, giugno 1999,  pp. 17202–8, DOI:10.1074/jbc.274.24.17202, PMID 10358078.
- Schäfer BW, Heizmann CW, The S100 family of EF-hand calcium-binding proteins: functions and pathology., in Trends in Biochemical Sciences, vol. 21, n. 4, 1996,  pp. 134–40, PMID 8701470.
- Dooley TP, Weiland KL, Simon M, cDNA sequence of human p11 calpactin I light chain., in Genomics, vol. 13, n. 3, 1992,  pp. 866–8, DOI:10.1016/0888-7543(92)90171-N, PMID 1386341.
- Creutz CE, Moss S, Edwardson JM, et al., Differential recognition of secretory vesicles by annexins. European Molecular Biology Organization Course "Advanced Techniques for Studying Secretion"., in Biochem. Biophys. Res. Commun., vol. 184, n. 1, 1992,  pp. 347–52, DOI:10.1016/0006-291X(92)91199-Z, PMID 1533123.
- Kube E, Weber K, Gerke V, Primary structure of human, chicken, and Xenopus laevis p11, a cellular ligand of the Src-kinase substrate, annexin II., in Gene, vol. 102, n. 2, 1991,  pp. 255–9, DOI:10.1016/0378-1119(91)90086-Q, PMID 1831433.
- Becker T, Weber K, Johnsson N, Protein-protein recognition via short amphiphilic helices; a mutational analysis of the binding site of annexin II for p11., in EMBO J., vol. 9, n. 13, 1991,  pp. 4207–13, PMC 552202, PMID 2148288.
- Schäfer BW, Wicki R, Engelkamp D, et al., Isolation of a YAC clone covering a cluster of nine S100 genes on human chromosome 1q21: rationale for a new nomenclature of the S100 calcium-binding protein family., in Genomics, vol. 25, n. 3, 1995,  pp. 638–43, DOI:10.1016/0888-7543(95)80005-7, PMID 7759097.
- Kato S, Sekine S, Oh SW, et al., Construction of a human full-length cDNA bank., in Gene, vol. 150, n. 2, 1995,  pp. 243–50, DOI:10.1016/0378-1119(94)90433-2, PMID 7821789.
- Engelkamp D, Schäfer BW, Mattei MG, et al., Six S100 genes are clustered on human chromosome 1q21: identification of two genes coding for the two previously unreported calcium-binding proteins S100D and S100E., in Proc. Natl. Acad. Sci. U.S.A., vol. 90, n. 14, 1993,  pp. 6547–51, DOI:10.1073/pnas.90.14.6547, PMC 46969, PMID 8341667.
- Jost M, Gerke V, Mapping of a regulatory important site for protein kinase C phosphorylation in the N-terminal domain of annexin II., in Biochim. Biophys. Acta, vol. 1313, n. 3, 1996,  pp. 283–9, DOI:10.1016/0167-4889(96)00101-2, PMID 8898866.
- Munz B, Gerke V, Gillitzer R, Werner S, Differential expression of the calpactin I subunits annexin II and p11 in cultured keratinocytes and during wound repair., in J. Invest. Dermatol., vol. 108, n. 3, 1997,  pp. 307–12, DOI:10.1111/1523-1747.ep12286470, PMID 9036930.
- Kang HM, Kassam G, Jarvis SE, et al., Characterization of human recombinant annexin II tetramer purified from bacteria: role of N-terminal acetylation., in Biochemistry, vol. 36, n. 8, 1997,  pp. 2041–50, DOI:10.1021/bi962569b, PMID 9047302.
- Wu T, Angus CW, Yao XL, et al., P11, a unique member of the S100 family of calcium-binding proteins, interacts with and inhibits the activity of the 85-kDa cytosolic phospholipase A2., in J. Biol. Chem., vol. 272, n. 27, 1997,  pp. 17145–53, DOI:10.1074/jbc.272.27.17145, PMID 9202034.
- Hsu SY, Kaipia A, Zhu L, Hsueh AJ, Interference of BAD (Bcl-xL/Bcl-2-associated death promoter)-induced apoptosis in mammalian cells by 14-3-3 isoforms and P11., in Mol. Endocrinol., vol. 11, n. 12, 1997,  pp. 1858–67, DOI:10.1210/me.11.12.1858, PMID 9369453.
- Ramalingam R, Rafii S, Worgall S, et al., Induction of endogenous genes following infection of human endothelial cells with an E1(-) E4(+) adenovirus gene transfer vector., in J. Virol., vol. 73, n. 12, 1999,  pp. 10183–90, PMC 113071, PMID 10559334.
- Mai J, Finley RL, Waisman DM, Sloane BF, Human procathepsin B interacts with the annexin II tetramer on the surface of tumor cells., in J. Biol. Chem., vol. 275, n. 17, 2000,  pp. 12806–12, DOI:10.1074/jbc.275.17.12806, PMID 10777578.